# Oxymeris dimidiata
Oxymeris dimidiata is een slakkensoort uit de familie  Terebridae. De wetenschappelijke naam werd gepubliceerd in 1758 door Carl Linnaeus in de tiende editie van Systema naturae.